# Кременчуцька округа
Кременчу́цька окру́га — адміністративно-територіальна одиниця Української СРР в 1923–1930 роках. Утворена 1923 року у складі Полтавській губернії. У червні 1925 року губерніальний поділ в Україні було скасовано, округа перейшла у пряме підпорядкування Української РСР. Як адмінодиниця була ліквідована 1930 року, райони перейшли у пряме підпорядкування Української СРР. 
Після останнього поділу на райони у 1925 році вона займала площу 11 165,8 км².
Перерайонування округи в 1928 році внесло значні зміни в адміністратвно-територіальний поділ, бо майже жодного району не залишилося в тих межах що існували з 1925 року. Скасовано Горбівський, Крюковський, Манжеліївський, Кохнівський, Попельнастівський та Червоно-Кам'янський та утворено знов Куцеволівський та В.Кринківський райони. Крім внутрішніх переділів сільрад і окремих населенних пунктів між 14 районами нової формації, округова територія змінилась ще відокремленням до інших округ Диківської сільради та с. Заочепського Кішенського району. Поруч з тим, з території сільської місцевості залучено до м.Кременчук підгородні хутори Ново-Іванівської сільради та Олександрівку та Ревівку, Кривушанської сільради.
В окрузі були 4 міські поселення: міста Кременчук, Олександрія і Новогеоргіївськ, селище Крюків; 1452 сільських населених пунктів, адміністративно об'єднаних в 255 сільрад та 18 районів.

## Адміністративний поділ

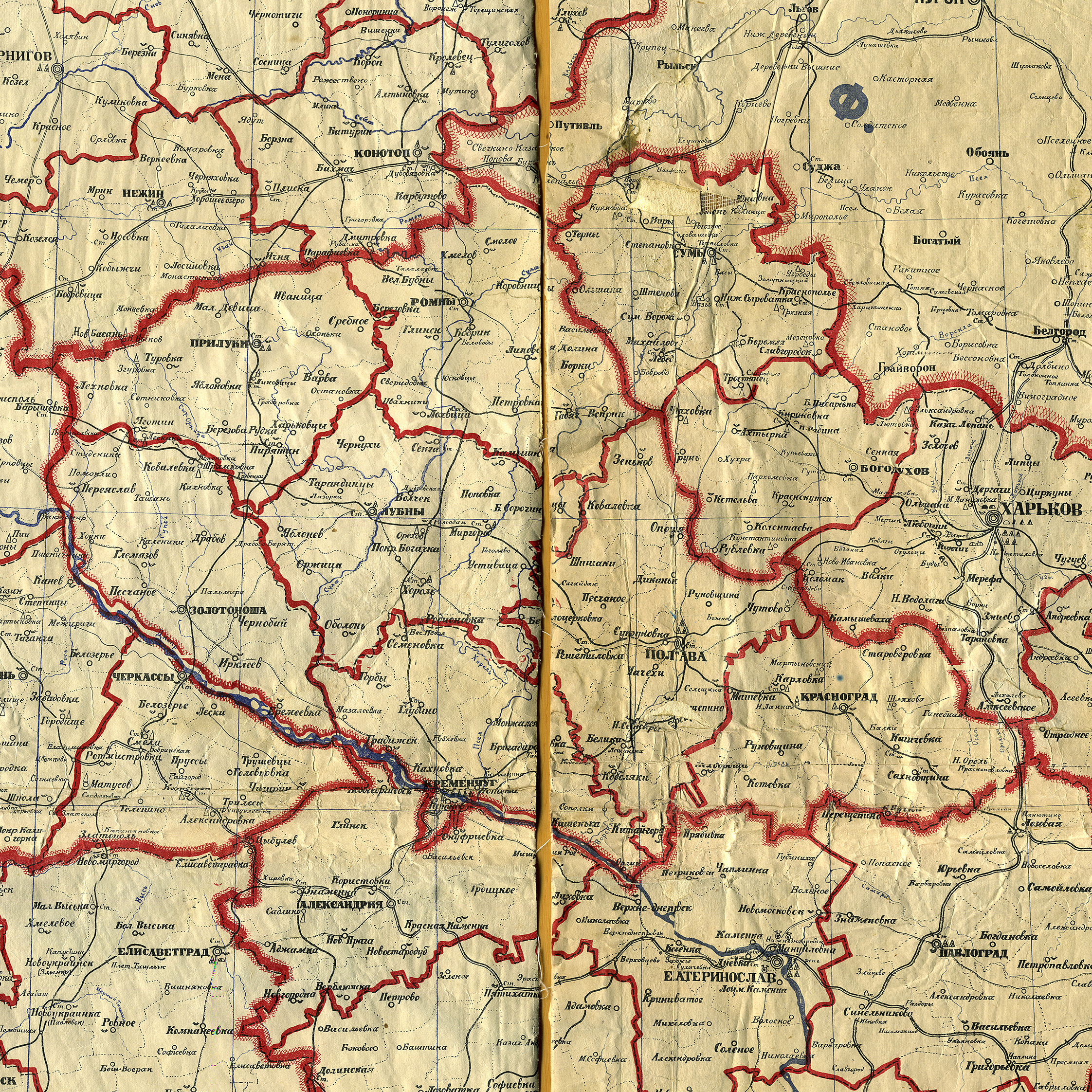
Карта Кременчуцької округи у складі Полтавської губернії, 1923
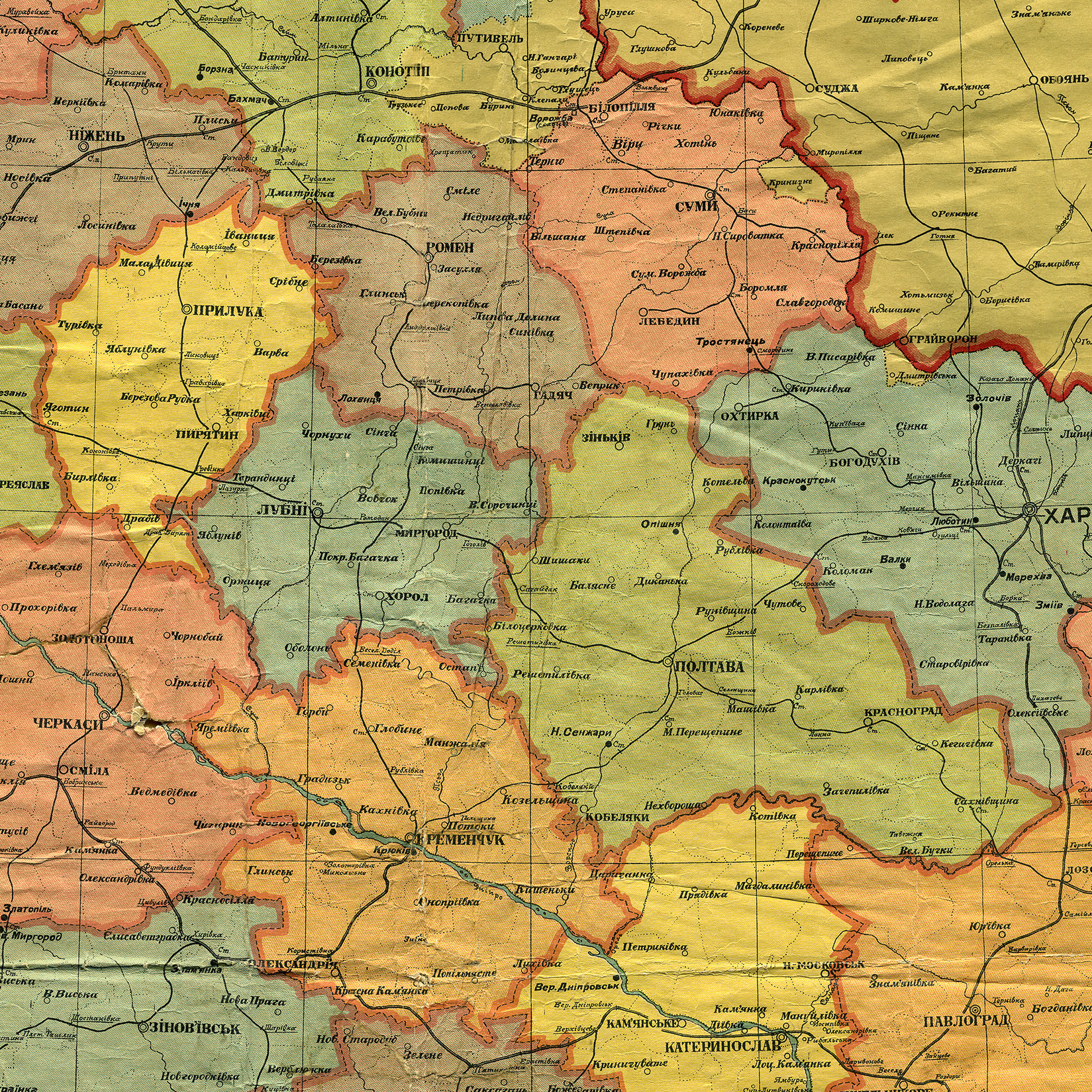
Карта Кременчуцької округи, адміністративні межі станом на 1 жовтня 1925
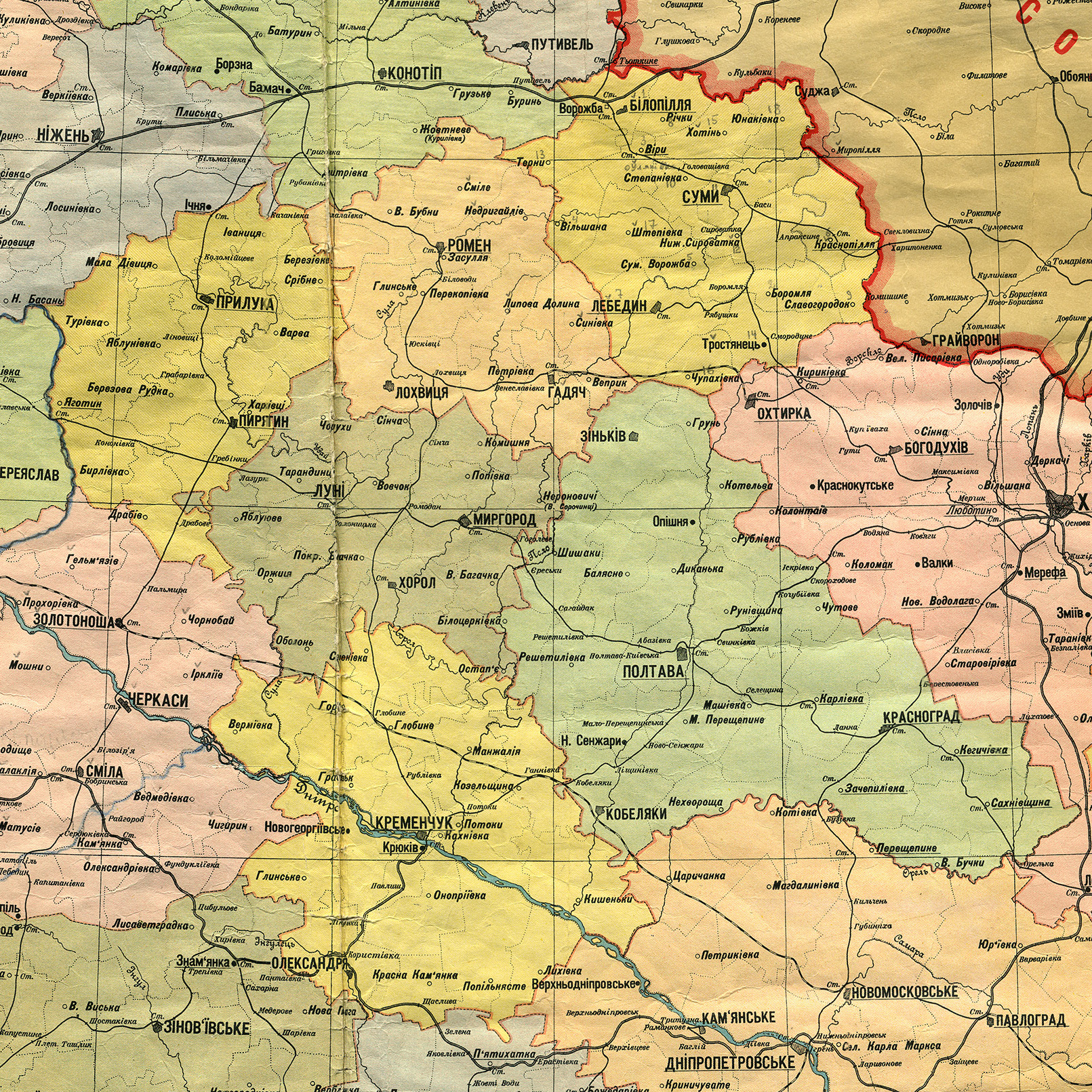
Карта Кременчуцької округи, адміністративні межі станом на 1 березня 1927

## Населення
Чисельність населення на 1 січня 1926 року складала 742 757 осіб, з яких сільське населення налічувало 668 769 осіб або 90%.
У Кременчуці в 1925 році мешкало 55 898 осіб, в тому числі жінок 30 191, у Крюкові — відповідно 6356 і 3342.
На 1929 рік площа округи становила 11,3 тис. км.2, чисельність населення — 791,9 тис. осіб. Проживало в окрузі: українців — 91,5%, євреїв — 4,8%, росіян — 3%. Міського населення 11,1%, у 1,5 рази менше, ніж у середньому по УСРР. Головні населені пункти: Кременчук — 58,9 тис. жит., Олександрія — 18,7 тис. жит.

### Національний склад
Населення та національний склад районів округи за переписом 1926 року
| Район               | Населення, осіб | Національний склад, % | Національний склад, % | Національний склад, % | Національний склад, % | Національний склад, % |
| Район               | Населення, осіб | українці              | євреї                 | росіяни               | поляки                | білоруси              |
| ------------------- | --------------- | --------------------- | --------------------- | --------------------- | --------------------- | --------------------- |
| м. Кременчук        | 58 717          | 40,6                  | 49,3                  | 8,4                   | 0,6                   | 0,2                   |
| Бригадирівський     | 44 887          | 99,3                  |                       | 0,5                   |                       | 0,1                   |
| Глинський           | 37 343          | 99,5                  | 0,1                   | 0,2                   |                       |                       |
| Глобинський         | 41 810          | 98,2                  | 0,3                   | 1,0                   | 0,1                   | 0,1                   |
| Горбівський         | 33 838          | 99,4                  | 0,1                   | 0,3                   |                       |                       |
| Градизький          | 35 620          | 97,5                  | 2,1                   | 0,2                   |                       |                       |
| Єреміївський        | 32 049          | 98,9                  | 0,7                   | 0,2                   |                       |                       |
| Кишинський          | 55 460          | 99,6                  |                       | 0,2                   |                       |                       |
| Кохнівський         | 43 582          | 98,7                  | 0,1                   | 0,8                   | 0,1                   | 0,1                   |
| Краснокам'янський   | 24 094          | 97,8                  | 0,1                   | 1,9                   |                       |                       |
| Крюківський         | 30 394          | 92,1                  | 3,9                   | 3,2                   | 0,3                   | 0,1                   |
| Лихівський          | 31 816          | 99,6                  |                       | 0,2                   |                       |                       |
| Манжеліївський      | 43 859          | 99,3                  | 0,1                   | 0,3                   |                       |                       |
| Новогеоргіївський   | 53 507          | 83,5                  | 2,8                   | 13,4                  |                       |                       |
| Олександрійський    | 60 679          | 86,5                  | 7,3                   | 2,3                   | 0,1                   | 0,1                   |
| Онуфріївський       | 34 882          | 81,6                  | 0,1                   | 18,1                  |                       |                       |
| Попельнастівський   | 42 073          | 99,3                  | 0,3                   | 0,2                   |                       | 0,1                   |
| Потоцький           | 40 278          | 99,2                  | 0,1                   | 0,4                   |                       | 0,1                   |
| Семенівський        | 46 828          | 97,4                  | 1,0                   | 1,2                   | 0,1                   | 0,1                   |
| Кременчуцька округа | 791 716         | 91,5                  | 4,8                   | 3,0                   | 0,1                   | 0,1                   |

### Мовний склад
Рідна мова населення Кременчуцької округи за переписом 1926 року
| Район               | Населення, осіб | Рідна мова, % | Рідна мова, % | Рідна мова, % |
| Район               | Населення, осіб | українська    | російська     | інша          |
| ------------------- | --------------- | ------------- | ------------- | ------------- |
| м. Кременчук        | 58 717          | 31,0          | 30,4          | 38,6          |
| Бригадирівський     | 44 887          | 99,0          | 0,7           | 0,3           |
| Глинський           | 37 343          | 99,5          | 0,3           | 0,3           |
| Глобинський         | 41 810          | 97,9          | 1,2           | 0,9           |
| Горбівський         | 33 838          | 99,3          | 0,4           | 0,4           |
| Градизький          | 35 620          | 97,3          | 0,4           | 2,3           |
| Єреміївський        | 32 049          | 98,9          | 0,3           | 0,8           |
| Кишинський          | 55 460          | 99,4          | 0,4           | 0,3           |
| Кохнівський         | 43 582          | 97,0          | 2,4           | 0,6           |
| Краснокам'янський   | 24 094          | 97,3          | 2,3           | 0,4           |
| Крюківський         | 30 394          | 85,3          | 11,1          | 3,6           |
| Лихівський          | 31 816          | 99,6          | 0,2           | 0,2           |
| Манжеліївський      | 43 859          | 99,4          | 0,3           | 0,3           |
| Новогеоргіївський   | 53 507          | 82,5          | 14,8          | 2,7           |
| Олександрійський    | 60 679          | 84,3          | 7,0           | 8,6           |
| Онуфріївський       | 34 882          | 81,2          | 18,4          | 0,4           |
| Попельнастівський   | 42 073          | 99,2          | 0,3           | 0,5           |
| Потоцький           | 40 278          | 99,1          | 0,6           | 0,3           |
| Семенівський        | 46 828          | 97,4          | 1,4           | 1,2           |
| Кременчуцька округа | 791 716         | 90,1          | 5,6           | 4,3           |

## Керівники округи

### Відповідальні секретарі окружного комітетуКП(б)У
- Волинський Натан Юхимович (8.03.1923—.07.1923),
- Молотов П. (.07.1923—5.09.1923),
- Аржанов, в. о. (5.09.1923—15.09.1923),
- Владимиров Володимир Борисович (15.09.1923—1924),
- Жуков (1924—6.10.1924),
- Малинов Михайло Маркович (6.10.1924—.03.1925),
- Маркович В. (.03.1925—10.04.1925),
- Владимиров Володимир Борисович (10.04.1925—1926),
- Столбун Онуфрій Титович (1926—1927),
- Суханов Олександр Никифорович (1927—.01.1930),
- Вайнов Антон Романович (.01.1930—.07.1930)

### Голови окружного виконавчого комітету
- Покровський Сергій Миколайович (11.03.1923—9.05.1924),
- Поляков Никифор Іванович (9.05.1924—.10.1925),
- Капранов Микола Євдокимович (.10.1925—1928),
- Козіс Микола Леонтійович (1928?),
- Шведов І. Л. (.12.1928—.01.1930)
- Богуцький Володимир Никифорович (.01.1930—.08.1930),